# Юкон-Коюкук
Юкон-Коюкук (англ. Yukon–Koyukuk Census Area) — крупнейшая зона переписи населения на Аляске (США), является первым округом (или приравненной к нему административно-территориальной единицей: боро/зона переписи населения на Аляске и приход в Луизиане) в США по минимальной плотности населения и максимальной площади. Находится в бассейне реки Юкон и одного из её главных притоков, реки Коюкук.

## География
Юкон-Коюкук расположена в центральной части штата и занимает около трети всей его площади; с востока граничит с Канадой, с остальных сторон — с другими зонами переписи населения и боро Аляски. Является частью неорганизованного боро, и поэтому не имеет административного центра.

Площадь зоны — 382 910 км², из которых 5030 км² (ок. 1,3 %) занимают открытые водные пространства. Площадь Юкон-Коюкук немного больше штата Монтана и на 25 000 км² больше площади всей, к примеру, Германии, а плотность населения составляет 0,014 чел./км².

## Демография
Согласно переписи населения 2010 года в зоне проживали 5588 человек (в 2000 году — 6551); согласно переписи 2020 года количество жителей составляло 5179 человек.
Крупные населённые пункты (по убыванию численности)
- Форт-Юкон — 583
- Галина — 473
- Ненана — 378
- Макграт — 341
- Хуслия — 299
- Нулато — 275
- Танана — 231
- Калтаг — 205
- Грейлинг — 189
- Холи-Кросс — 181
- Руби — 173
- Арктик-Виллидж — 152
- Аллакакет — 105
- Николай — 101
- Коюкук — 96
- Анвик — 85
- Шагелук — 83
- Хьюс — 77
- Алатна — 37
- Эвансвилл — 15
- Беттлс — 12

Расовый состав
- коренные народы Аляски[англ.] — 70,8 %
- белые — 24,3 %
- азиаты — 0,4 %
- афроамериканцы — 0,1 %
- уроженцы тихоокеанских островов — 0,1 %
- прочие расы — 0,4 %
- две и более расы — 3,9 %
- латиноамериканцы (любой расы) — 1,2 %

В качестве домашнего языка общения 7,0 % жителей используют атабаскский, 4,6 % — гвичин, 1,4 % — коюконский.

## Достопримечательности
- Национальный Арктический заповедник (частично)
- Национальный парк «Ворота Арктики» (частично)
- Резерват дикой природы Инноко
- Резерват дикой природы Канути
- Резерват дикой природы Коюкук (частично)
- Резерват дикой природы Новитна
- Резерват дикой природы Селавик (частично)
- Природоохранная область Стиз
- Резерват дикой природы Юкон-Флэтс